# Muhammad al-Bischi
Muhammad al-Bischi (arabisch محمد البيشي, DMG Muḥammad al-Bīšī, nach englischer Umschrift häufig Mohammed Al-Bishi; * 3. Mai 1987) ist ein ehemaliger saudi-arabischer Fußballspieler, der auch für die 
saudi-arabische Nationalmannschaft auflief.

## Werdegang
Al-Bischi debütierte für Al-Ahli im Erwachsenenbereich. 2010 wechselte der Abwehrspieler zu al-Nasr FC in die saudi-arabische Hauptstadt Riad, mit denen er in den folgenden sieben Jahren zwei nationale Meisterschaften gewinnen konnte. Die letzten beiden Jahre seiner Karriere verbrachte er bei al-Faisaly.
Am 16. Juni 2006 wurde al-Bishi nachträglich in den Kader Saudi-Arabiens für die Weltmeisterschaft in Deutschland berufen. Er ersetzte Mohammad al-Anbar, der sich kurz vor Turnierbeginn verletzt hatte. Allerdings kam al-Bischi während des Turniers nicht zum Einsatz. Er debütierte erst vier Jahre später in der saudi-arabischen Nationalmannschaft und absolvierte bis 2014 elf Länderspiele.